# Paulinija
Paulinija (lat. Paullinia), rod korisnih, vazdazelenih, grmastih penjačica iz porodice Sapindaceae, dio je potporodice Sapindoideae. Blizu 200 vrsta raste po tropskim krajevima Amerike, Afrike i Madagaskara.
Poznatiji predstavnik ovog roda je guarana.

## Vrste
1. Paullinia acuminata Uittien
2. Paullinia acutangula Pers.
3. Paullinia alata (Ruiz & Pav.) G.Don
4. Paullinia allenii Standl.
5. Paullinia alsmithii J.F.Macbr.
6. Paullinia anisoptera Turcz.
7. Paullinia anodonta Radlk.
8. Paullinia anomophylla Radlk.
9. Paullinia apoda Radlk.
10. Paullinia arenicola Gleason
11. Paullinia aspera Radlk.
12. Paullinia austin-smithii Standl.
13. Paullinia baileyi Standl.
14. Paullinia barbadensis Jacq.
15. Paullinia bernhardii Uittien
16. Paullinia bicorniculata Somner
17. Paullinia bidentata Radlk.
18. Paullinia bilobulata Radlk.
19. Paullinia bipinnata Poir.
20. Paullinia boliviana Radlk.
21. Paullinia bracteosa Radlk.
22. Paullinia brenesii Croat
23. Paullinia brentberlinii Croat
24. Paullinia bristanii Croat
25. Paullinia buricana Croat
26. Paullinia caloptera Radlk.
27. Paullinia cambessedesii Triana & Planch.
28. Paullinia capitata Benth. ex Triana & Planch.
29. Paullinia capreolata (Aubl.) Radlk.
30. Paullinia carpopodea Cambess.
31. Paullinia carrenoi Steyerm.
32. Paullinia castaneifolia Radlk.
33. Paullinia cauliflora Jacq.
34. Paullinia cearensis Somner & Ferrucci
35. Paullinia chocoensis Cuatrec.
36. Paullinia cidii Somner & Acev.-Rodr.
37. Paullinia cirrhipes Cuatrec.
38. Paullinia clathrata Radlk.
39. Paullinia clavigera Schltdl.
40. Paullinia clematidifolia Killip & Cuatrec.
41. Paullinia conduplicata Radlk.
42. Paullinia connaracea Triana & Planch.
43. Paullinia coriacea Casar.
44. Paullinia correae Croat
45. Paullinia costaricensis Radlk.
46. Paullinia costata Schltdl. & Cham.
47. Paullinia cristata Radlk.
48. Paullinia cuneata Radlk.
49. Paullinia cupana Kunth
50. Paullinia cururu L.
51. Paullinia curvicuspis Radlk.
52. Paullinia dasygonia Radlk.
53. Paullinia dasyphylla Radlk.
54. Paullinia dasystachya Radlk.
55. Paullinia decorticans Somner & Acev.-Rodr.
56. Paullinia degranvillei Acev.-Rodr.
57. Paullinia densiflora Sm.
58. Paullinia echinata Radlk.
59. Paullinia elegans Cambess.
60. Paullinia elliptica Cuatrec.
61. Paullinia elongata Radlk.
62. Paullinia emetica R.E.Schult.
63. Paullinia enneaphylla G.Don
64. Paullinia eriocarpa Triana & Planch.
65. Paullinia exalata Radlk.
66. Paullinia excisa Radlk.
67. Paullinia ferruginea Casar.
68. Paullinia fibulata Rich.
69. Paullinia filicifolia Cuatrec.
70. Paullinia fimbriata Radlk.
71. Paullinia firma Radlk.
72. Paullinia fissistipula J.F.Macbr.
73. Paullinia fistulosa Radlk.
74. Paullinia fournieri J.F.Morales
75. Paullinia fraxinifolia Triana & Planch.
76. Paullinia fruticosa Somner & Acev.-Rodr.
77. Paullinia funicularis Radlk.
78. Paullinia fuscescens Kunth
79. Paullinia fusiformis Radlk.
80. Paullinia gigantea Poepp.
81. Paullinia globosa Killip & Cuatrec.
82. Paullinia glomerulosa Radlk.
83. Paullinia granatensis (Planch. & Linden) Radlk.
84. Paullinia grandifolia Benth. ex Radlk.
85. Paullinia guaviarensis Killip & Cuatrec.
86. Paullinia hemiptera D.R.Simpson
87. Paullinia hispida Jacq.
88. Paullinia hitchcockii Gleason
89. Paullinia hondurensis Acev.-Rodr. & Somner
90. Paullinia hymenobracteata Radlk. ex Donn.Sm.
91. Paullinia hystrix Radlk.
92. Paullinia imberbis Radlk.
93. Paullinia ingifolia Rich.
94. Paullinia integra Cuatrec.
95. Paullinia interrupta Benth.
96. Paullinia isoptera Radlk.
97. Paullinia jamaicensis Macfad.
98. Paullinia josecuatrii J.F.Macbr.
99. Paullinia kallunkii Croat
100. Paullinia killipii J.F.Macbr.
101. Paullinia laeta Radlk.
102. Paullinia largifolia Radlk.
103. Paullinia latifolia Benth. ex Radlk.
104. Paullinia leiocarpa Griseb.
105. Paullinia linearis Radlk.
106. Paullinia lingulata Acev.-Rodr.
107. Paullinia livescens Radlk.
108. Paullinia macrophylla Kunth
109. Paullinia mallophylla Radlk.
110. Paullinia manarae Steyerm.
111. Paullinia marginata Casar.
112. Paullinia mariae J.F.Macbr.
113. Paullinia martinellii Acev.-Rodr. & Somner
114. Paullinia martinensis Cuatrec.
115. Paullinia mazanensis J.F.Macbr.
116. Paullinia medullosa Radlk.
117. Paullinia meliifolia Juss.
118. Paullinia micrantha Cambess.
119. Paullinia microneura Cuatrec.
120. Paullinia mollicoma Steyerm.
121. Paullinia morii Croat
122. Paullinia navicularis Radlk.
123. Paullinia nitida Kunth
124. Paullinia nobilis Radlk.
125. Paullinia novemalata Uittien
126. Paullinia nuriensis Steyerm.
127. Paullinia obovata (Ruiz & Pav.) Pers.
128. Paullinia oldemanii Acev.-Rodr.
129. Paullinia olivacea Radlk.
130. Paullinia pachycarpa Benth.
131. Paullinia panamensis Croat
132. Paullinia parvibractea Radlk.
133. Paullinia paullinioides Radlk.
134. Paullinia pinnata L.
135. Paullinia plagioptera Radlk.
136. Paullinia platymisca Radlk.
137. Paullinia plumieri Triana & Planch.
138. Paullinia prevostiana Acev.-Rodr.
139. Paullinia pseudota Radlk.
140. Paullinia pterocarpa Triana & Planch.
141. Paullinia pterophylla Triana & Planch.
142. Paullinia quitensis Radlk.
143. Paullinia reticulata Radlk.
144. Paullinia revoluta Radlk.
145. Paullinia rhomboidea Radlk.
146. Paullinia riodocensis Somner
147. Paullinia rubiginosa Cambess.
148. Paullinia rufescens Rich.
149. Paullinia rugosa Benth. ex Radlk.
150. Paullinia scaberula R.E.Schult.
151. Paullinia scabra Benth.
152. Paullinia selenoptera Radlk.
153. Paullinia seminuda Radlk.
154. Paullinia serjaniifolia Triana & Planch.
155. Paullinia setosa Radlk.
156. Paullinia simulans J.F.Macbr.
157. Paullinia sphaerocarpa Rich. ex Juss.
158. Paullinia spicata Benth.
159. Paullinia spicithyrsa Cuatrec.
160. Paullinia splendida R.E.Schult.
161. Paullinia sprucei J.F.Macbr.
162. Paullinia stellata Radlk.
163. Paullinia stenopetala Sagot
164. Paullinia sternii Croat
165. Paullinia stipitata Cuatrec.
166. Paullinia stipularis Benth. ex Radlk.
167. Paullinia subauriculata Radlk.
168. Paullinia subnuda Radlk.
169. Paullinia talamancensis J.F.Morales
170. Paullinia tarapotensis Radlk.
171. Paullinia tenera Poepp.
172. Paullinia tenuifolia Standl. ex J.F.Macbr.
173. Paullinia ternata Radlk.
174. Paullinia tetragona Aubl.
175. Paullinia tomentosa Jacq.
176. Paullinia tricornis Radlk.
177. Paullinia trifoliolata Obando, R.Bernal & Acev.-Rodr.
178. Paullinia trigonia Vell.
179. Paullinia trilatera Radlk.
180. Paullinia triptera Triana & Planch.
181. Paullinia tumbesensis D.R.Simpson
182. Paullinia turbacensis Kunth
183. Paullinia uchocacha J.F.Macbr.
184. Paullinia uloptera Radlk.
185. Paullinia unifoliolata Perdiz & Ferrucci
186. Paullinia venezuelana Radlk.
187. Paullinia venosa Radlk.
188. Paullinia verrucosa Radlk.
189. Paullinia vespertilio Sw.
190. Paullinia weinmanniifolia Mart.
191. Paullinia wurdackii Acev.-Rodr. & Somner
192. Paullinia xestophylla Radlk.
193. Paullinia yoco R.E.Schult. & Killip